# Joana Beaufort, Condessa de Westmorland
Joana Beaufort, Condessa de Westmorland (c. de 1379 - 13 de novembro de 1440) era a quarta e única filha ilegítima de João de Gante e sua amante, que viria a ser esposa, Catarina Swynford.

## Primeiros anos e casamento
Ela provavelmente nasceu na casa dos Swynford em Kettlehorpe, Lincolnshire. O seu sobrenome está relacionado a terras que seu pai possuía em Champagne na França. Aos 12 anos de idade, em Beaufort-en-Vallée, ela se casou com Roberto Ferres, 2.º barão Ferrers de Wem, e teve duas filhas com ele.

## Legitimação
Joana e seus três irmãos foram declarados legítimos em segredo pelo seu primo Ricardo II de Inglaterra em 1390, antes do casamento de seus pais. Quando os dois se casaram, na Catedral de Lincoln em fevereiro de 1396, Joana foi legitimada com a aprovação do papa. Porém, os irmãos Beaufort não poderiam herdar a reivindicação ao trono em razão de uma cláusula inserida por Henrique IV de Inglaterra, seu meio-irmão, sem a aprovação do Parlamento.
Seu marido morreu antes 29 de novembro de 1396. Mais tarde em 3 de fevereiro de 1397, se casou pela segunda vez com o também viúvo Ralph Neville, 1.º Conde de Westmorland.

## Herança
Quando seu marido morreu em 1425, ao invés de suas terras e títulos terem sido herdadas pelo seu neto de sua primeira esposa, Margarida Stafford, Ralph Neville, 2.º Conde de Westmorland, a maior parte de seus bens foi herdada por Joana. Por causa disso, a condessa e seus enteados entraram em disputa pelas terras de Roberto. Contudo, como a sua família era de sangue real e bem conectada politicamente, não houve muito o que poderia ser feito para a recuperação das terras. De qualquer forma, as suas possessões seriam passadas para seus próprios filhos quando ela morresse.

## Morte

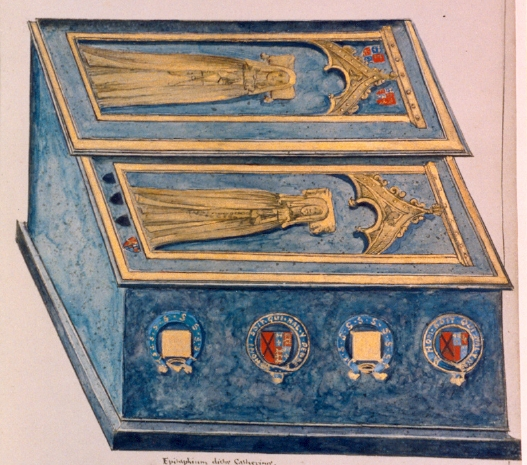
A tumba de Joana é a menor, e ao lado está a de de sua mãe, Catarina Swynford, presentes na Catedral de Lincoln.

Joana Beaufort morreu em 13 de novembro de 1440 em Howden,Yorkshire. Porém, não foi enterrada com seu segundo marido. Ele também não foi enterrado com sua primeira esposa, apesar de sua tomba conter efígies das duas mulheres. Foi então colocada ao lado de sua mãe na Catedral de Lincoln em um magnífico santuário. Ela é representada como a menor efígie. O monumento era decorado com placas de latão, pequenas armaduras e brasões. Algumas partes da tumba foi destruída em 1644 pelos Cabeças Redondas durante a Guerra civil inglesa. Apenas um desenho de 1640 existe para demonstrar como era originalmente.

## Descendência
Como mãe de Cecília Neville, ela era a avó de Eduardo IV de Inglaterra e Ricardo III de Inglaterra. A sexta e última esposa de Henrique VIII de Inglaterra, Catarina Par; era descendente de Joana através de Ricardo Neville, 5.º conde de Salisbury. O mesmo era pai de Ricardo Neville, 16.º Conde de Warwick, aliado de Eduardo que o ajudou a conquistar o trono inglês, sendo ele o pai da consorte de Ricardo III de Inglaterra, Ana Neville.
Do primeiro casamento:
- Isabel Ferrers, 6.º Baronesa Botoler de Wem (1393–1474). Casada com João Greystoke em 28 de outubro de 1407 no Castelo de Greystoke. Teve 12 filhos.[4] Seus descendentes através de sua filha Ana incluem o poeta George Gascoigne e o 12.º presidente americano Zachary Taylor.[5]
- Maria ou Marjorie (1394 – 25 de janeiro de 1457/1458). Casada em Oversleyford, em Warwickshire, com Sir Ralph Neville, filho de seu padrasto. Sua neta Joana foi a mãe de William Gascoigne, marido de Margarida Percy, um ancestral de muitas pessoas importantes como Isabel Bowes-Lyon, Diana, Princesa de Gales, Catarina, Duquesa de Crambridge, George Washington e do 27.º presidente americano William Howard Taft.

Do segundo casamento:
- Catarina Neville, Duquesa de Norfolk, casada primeiro com João de Mowbray, 2.º Duque de Norfolk[6] em 12 de janeiro de 1411, em seguida com Sir Tomás Strangeways, pela terceira vez com João de Beaumont, 1.º Visconde de Beaumont e por último com Sir João Woodville, irmão de Isabel Woodville.
- Leonor Neville, condessa de Northumberland, casada primeiro com Ricardo le Despenser, 4.º barão Burghersh e depois com Henrique Percy, 2.º conde de Northumberland
- Ricardo Neville, 5.º conde de Salisbury, casado com Alice Montagu, filha do 4.º conde de Montagu
- Roberto Neville, Bispo de Durham
- Guilherme Neville, 1.º Conde de Kent, casado com Joana Fauconberge, Baronesa Fauconberge
- Ana Neville,casada com Humberto Stafford, 1.º duque de Buckhingham
- Eduardo Neville, 3.º barão Bergavenny, casado primeiro com Isabel de Beauchamp, filha de Ricardo de Beauchamp, 1.º conde Worcester e depois com Catarina Howard[7]
- Cecília Neville,casada com Ricardo, 3.º Duque de Iorque, mãe de Eduardo IV e Ricardo III de Inglaterra
- Jorge Neville, 1.º barão Latimer, casado com Isabel de Beauchamp, filha de Ricardo Beauchamp, 13.º conde de Warwick[8]
- Joana Neville, se tornou freira
- João Neville, morreu jovem
- Cuthberto Neville, morreu jovem
- Tomás Neville, morreu jovem
- Henrique Neville, morreu jovem